# 程代辉
程代辉（1930年—2022年12月28日），女，四川巴县人，中国舞蹈编导，上海芭蕾舞团一级编导。芭蕾舞剧《白毛女》编导之一。